# Gabrovnica (Serbia)
Gabrovnica (cyr. Габровница) – wieś w Serbii, w okręgu zajeczarskim, w gminie Knjaževac. W 2011 roku liczyła 3 mieszkańców.